# Peste porcina africana
La peste porcina africana (PPA) es una enfermedad vírica hemorrágica producida por un virus ADN de la familia asfivirus altamente contagiosa que afecta a animales de la familia suidae, principalmente al cerdo doméstico y jabalí salvaje, aunque también son susceptibles a la infección el facóquero común, el potamóquero de río y el helióquero o jabalí gigante de la selva, con niveles de mortalidad y morbilidad próximos al 100%. Por no tratarse de una enfermedad zoonótica, los seres humanos no se ven afectados por ella.
Aunque se considera erradicada en la mayor parte del mundo, es una enfermedad enzoótica en 28 países del África subsahariana. Por el momento no tiene vacuna ni cura, por lo que provoca graves consecuencias socioeconómicas en los países afectados en los diferentes brotes que de manera eventual surgen de nuevo.
Fue detectada por primera vez en Kenia en 1909 y fue descrita por primera vez en 1921 por Montgomery. Llegó a Europa por primera vez en 1957 a través de Portugal, y en 1960 causó una epidemia que se extendió por otros países del continente, como España, que sufrió como consecuencia que la Organización Mundial de la Salud Animal (OIE) bloquease durante tres décadas la salida de productos porcinos del país, y la enfermedad finalmente llegó a América en 1971. Un segundo brote importante ingresó por el puerto de Poti (Georgia) en 2007, y se extendió en los años sucesivos, siendo registrada a principios de 2023 en más de 50 países de los cinco continentes.
Debido a que representa el mayor desafío para el sector porcino a nivel global, y el mayor problema actual de la sanidad animal, se encuentra en la lista de enfermedades de declaración obligatoria de la OIE.

## Virus causante

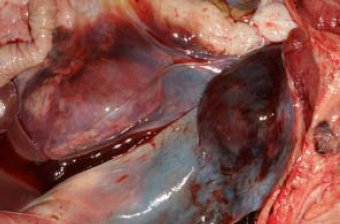
Necropsia en un cerdo víctima de peste porcina africana; equimosis alrededor de los riñones, hemorragias del tejido muscular evocan la forma aguda de la enfermedad.

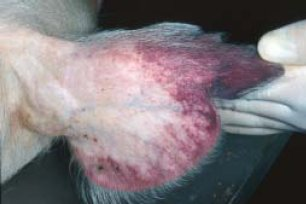
Cianosis cutánea de las orejas.

La PPA es causada por el virus homónimo. El virus de la peste porcina africana (VPPA) es un virus de gran tamaño con morfología icosaédrica que causa una grave enfermedad tanto en el cerdo doméstico. En su morfología, el virus es muy similar a los iridovirus que infectan a vertebrados, y en un principio fue considerado como un miembro de dicha familia. Sin embargo, su estructura genómica, así como otras características bioquímicas son similares a las de los poxvirus. Por ello, en la actualidad el VPPA se considera miembro de una nueva familia denominada Asfarviridae.
Algunas de las contribuciones más importantes al conocimiento de la biología del VPPA fueron realizadas en los años 1980 y 1990 por el laboratorio del científico extremeño Eladio Viñuela, desde su laboratorio en el Centro de Biología Molecular Severo Ochoa, en Madrid. Entre las aportaciones realizadas por el laboratorio del doctor Viñuela destaca la primera secuencia completa del ADN del virus en 1995. En noviembre de 2019 un grupo de científicos españoles dependientes del Centro de Investigación bioGUNE de Bilbao y del Centro de Biología Molecular Severo Ochoa de Madrid, consiguieron descifrar la estructura tridimensional del virus mediante una técnica de crio-microscopia electrónica, hecho que permite impedir la formación de la estructura infecciosa y contribuye en la búsqueda de una vacuna frente a este patógeno.
Las formas de transmisión y propagación son: el contacto con animales infectados, entre cerdos criados al aire libre y jabalíes, la ingesta de productos cárnicos de animales infectados, el contacto con cualquier tipo de objeto contaminado o las mordeduras de garrapatas infecciosas.

## Síntomas
La enfermedad se caracteriza generalmente por la muerte repentina de los animales, y afecta de igual forma a ambos sexos y a todas las edades. La sintomatología asociada es muy variable, y depende de la virulencia del virus, la raza porcina, la ruta de exposición, la dosis infectante y el estado de endemicidad en la zona. Según el grado de virulencia, se clasifican en tres grupos principales: cepas de alta virulencia, cepas de virulencia moderada y cepas de baja virulencia. Además, la enfermedad se puede presentar de cinco formas clínicas: sobreaguda, aguda, subaguda, crónica y asintomática.
Los síntomas más habituales son fiebre, eritemas cutáneos, trombocitopenia, leucopenia, pérdida del apetito e inactividad, estreñimiento o diarrea, vómitos, hemorragias, aceleración de la frecuencia respiratoria o abortos, entre otros. En ocasiones la sintomatología puede confundirse con otras enfermedades, como la peste porcina clásica, la erisipela porcina, el envenenamiento, la salmonela y otras afecciones septicémicas.

## Epidemiología
Es una enfermedad endémica de 28 países del África subsahariana, donde suele circular, y donde se cree que se originó en facóqueros comunes. Se detectó por primera vez en Kenia en el año 1909, cuando un grupo de cerdos europeos introducidos en el país enfermaron. En principio se consideró que la causante había sido la peste porcina clásica, pero al introducir otros cerdos que ya habían superado esa enfermedad también enfermaron. Entonces se diagnosticó la nueva enfermedad, descrita por Montgomery en 1921, que se denominó africana por registrar los primeros casos documentados.
En el año 1957, el virus se detectó por primera vez en Europa. El virus llegó a Portugal desde Angola en avión, y se propagó cuando los cerdos de una granja próxima al aeropuerto de Lisboa consumieron los desperdicios del catering que el vuelo desde Luanda sirvió a los pasajeros. Debido a la pronta actuación consiguió erradicarse ese primer brote, pero en 1960, nuevamente a través de Portugal, llegó otro brote que no se pudo controlar, y se extendió rápidamente por la península ibérica y por algunos países de Europa occidental, como Francia, Bélgica o Italia. Además, llegó a América en 1971, y afectó principalmente al Caribe y Sudamérica. Se mantuvo en algunos países durante más de tres décadas, como España, donde desapareció en 1995.
Después de ser erradicada en la mayor parte del mundo, la enfermedad pervivió de forma endémica en algunas regiones del África subsahariana, debido a la existencia de garrapatas y cerdos salvajes, que permiten mantener el ciclo de la enfermedad. Esta circunstancia provoca que eventualmente el virus aparezca en poblaciones domésticas, que en ocasiones sale del continente provocando numerosos brotes. También se mantuvo de forma endémica en Cerdeña (Italia) desde 1978 hasta 2020 debido principalmente a la propagación que provocaba la población de cerdo brado que los ganaderos de la isla mantenían de forma irregular. Europa abrió las exportaciones de porcino procedentes de la isla en 2022.
Entre 1995 y 2007 se diseminó considerablemente por algunos países africanos del oeste y el este. En Europa se activó un pequeño brote controlado en 1999 en el municipio portugués de Almodôvar, en la región del Alentejo, por el que la Comisión Europea tomó medidas con el fin de evitar la propagación. Este brote no afectó a España, que se mantiene libre de la enfermedad desde 1995. La enfermedad ha provocado dos brotes importantes, uno en 1960, que se extendió durante décadas, y otro iniciado en 2007 que, a principios de 2023, continúa activo, y afecta a más de 50 países de los cinco continentes.

### Brote de 1960
La enfermedad llegó a Portugal en 1960 y ese mismo año ya estaba presente en España, donde entró primero por los encinares de Badajoz, en el área de explotación del cerdo ibérico, y después a Madrid, desde donde se extendió por todo el territorio nacional. A pesar de la gravedad de la situación, España no contó con un plan nacional de erradicación hasta el año 1985, habiendo registrado entre 1980 y 1985 unos 4.300 focos, siendo la cabaña de Extremadura, Andalucía y Cataluña la más perjudicada, pues entre ellas sumaban más del 50% del total del país. La situación en España provocó grandes daños económicos, debido tanto a los cerdos que enfermaron y murieron como a los que hubo que sacrificar, pues según los datos oficiales fueron 3,5 millones de cabezas, aunque la cifra real pudo ser mucho mayor. El brote llevó a algunas razas porcinas autóctonas al borde de la extinción, como el chato vitoriano, y la Organización Mundial de la Salud Animal (OMSA) bloqueó durante tres décadas la salida de productos porcinos españoles. No fue declarada como erradicada oficialmente por la Comisión Europea hasta el 6 de noviembre de 1995, dos años después que en Portugal, que vivió un rebrote aislado en 1999.
Tras la península ibérica, el virus llegó a Francia en 1964 pero se consiguió erradicar, y en 1967 a Italia, concretamente a la isla de Cerdeña, donde se ha mantenido de manera endémica hasta el año 2020, cuando Italia solicitó la tramitación de la declaración a la isla de territorio libre de la enfermedad. En 1978 se produjo un brote en Malta y en 1985 lo sufrió Bélgica, al igual que los Países Bajos en 1986, pero se trataron de pequeños brotes limitados.
Pasó a América, siendo Cuba el primer país en 1971, y en Brasil y Haití produjo los brotes más importantes, que se prolongaron desde 1978 hasta 1981 y 1984, respectivamente. También hubo un brote en República Dominicana en 1978, y Cuba vivió otro rebrote en 1980.

### Brote de 2007
Un nuevo brote se produjo en el año 2007, cuando entró por el puerto de Poti (Georgia), al este de Europa, siendo reportado cerca de la costa del Mar Negro. La infección tuvo un origen similar al brote de 1957, pues también fue provocada por la alimentación de cerdos domésticos con residuos infectados procedentes de África, que llevaron en barco hasta Georgia, y es el que el virus puede pervivir en carne infectada desde 105 días en carne con o sin hueso y carne molida, hasta 1.000 días en carne congelada. Dentro de los factores que influyeron, se destacan la propia globalización, que genera la circulación de personas y productos, el hecho de que los cerdos africanos sean asintomáticos, y la crisis económica europea, con la que se relaciona el uso de residuos contaminados para alimentar a la cabaña porcina europea. Además, la FAO advierte que otro de los motivos es el crecimiento del sector porcino, teniendo sistemas de comercialización desorganizados, y bajos niveles de bioseguridad.
Desde Georgia la infección comenzó a diseminarse, siendo Armenia y Azerbaiyán los primeros países en verse afectados, aunque después del primer contagio, ninguno de los tres países volvió a reportar ningún brote, a excepción de Azerbaiyán, que notificó un caso en 2008. Sin haber sido erradicado completamente en ellos, el virus pasó a Rusia en diciembre de 2007, instaurándose desde entonces de manera endémica en el sur del país a través de las poblaciones de jabalíes salvajes del Cáucaso. En julio de 2008, las autoridades de la república rusa de Osetia del Norte, reconocieron que un total de 330 cerdos habían muerto de esta enfermedad y que la zona había sido completamente aislada del transporte de carne y animales vivos. Rusia continuó notificando casos en 2011, y en 2012 se incrementó notablemente el número de focos en la zona central del país, ese año ya estaba presente en Ucrania, y llegó a Bielorrusia un año después. La falta de transparencia de estos países sobre la situación epidemiológica y la falta de colaboración que tuvieron con la Unión Europea, desencadenó la expansión de la enfermedad por otros países de la región.
Lituania, Letonia, Estonia y Polonia notificaron casos en 2014, tanto en jabalíes silvestres como en explotaciones de cerdo doméstico, y dos años más tarde el brote continuaba activo en el noroeste del continente, dándose un repunte de casos en las explotaciones ganaderas. La República Checa y Rumanía confirmaron casos en 2017. Ante la gravedad de la situación, la FAO publicó ese año un manual para veterinarios con la finalidad de ayudar a las autoridades a detectar y diagnosticar la enfermedad de la forma más rápida posible. Un año después afectó a Hungría, Bélgica y Bulgaria. A partir de 2019 la enfermedad se expandió por otros países como Eslovaquia, Serbia y Grecia, y la Organización Mundial de Sanidad Animal, junto con la FAO y la Comisión Europea, publicaron un nuevo manual sobre la enfermedad en jabalíes. A mediados de 2021 Alemania confirmó su primer foco, en 2022 se detectó en Macedonia del Norte y en Italia, y en 2023 reapareció en la República Checa y en Grecia.

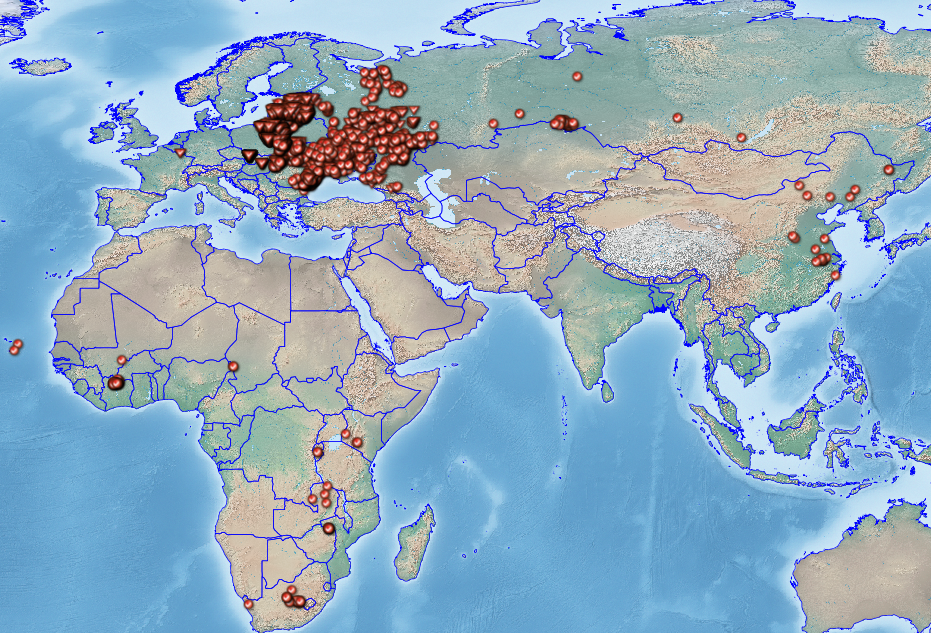
Evolución de la enfermedad en el mundo desde el 1 de enero de 2018 hasta el 22 de septiembre de 2018. Los círculos corresponden a los focos en cerdos domésticos, mientras que los triángulos se refieren a los focos en jabalíes salvajes.

Desde 2014 hasta principios de 2023, la Unión Europea ha notificado un total de 6.854 focos en cerdo doméstico, que han reportado un total de 1.444.973 casos, siendo Rumanía el país más afectado, con 1.411.737 casos del total, mientras que Bélgica, Hungría y la República Checa no registraron ningún caso. En lo que respecta al jabalí salvaje, se comunicaron 50.965 focos, reportando 77.309 casos, siendo Polonia el más afectado, con un total de 23.542 casos. A principios de 2023 continuaba estando presente en todos los países afectados.
En lo que se refiere al resto de Europa, los datos notificados por parte de Rusia a la OIE solo incluyen los focos desde 2014 hasta principios de 2023, con un total de 1.496 focos, pero omite los habidos entre 2007 y 2013 y únicamente informó de datos aislados. Ucrania registró un foco en 2012, y no volvió a enviar datos a la OIE hasta 2014. Desde entonces hasta 2023 notificó 486 focos, llegando a 2023 sin haber registrado ninguno. Bielorrusia notificó dos focos en 2013 y no ha vuelto a notificar ningún caso a pesar de estar en el área de influencia, rodeado de otros países que continúan registrando casos. Moldavia registró 62 focos entre 2016 y principios de 2023, mientras que Serbia ha notificado 472 focos desde 2019 hasta principios de 2023. Finalmente, Macedonia del Norte ha registrado 44 focos entre 2022 y principios de 2023.

Mapa de la peste porcina en Asia, donde los países afectados aparecen en rojo. En Corea del Norte se sospecha fuertemente de la presencia, pero el gobierno no ha facilitado información.

La enfermedad llegó a Asia en 2018, siendo China el país que registró el primer foco. Desde allí se extendió rápidamente por la falta de control sanitario llegando a afectar a 32 provincias. A partir de entonces se registraron casos en otros países asiáticos como Bután, Camboya, Corea del Norte, Corea del Sur, Filipinas, Hong Kong, India, Indonesia, Laos, Malasia, Mongolia, Myanmar, Nepal, Papúa Nueva Guinea, Tailandia, Timor-Leste y Vietnam. Asia ha registrado un total de 12.628 brotes, que han afectado a 327.857 cerdos y 3.090 jabalíes, siendo Vietnam el país más afectado, pues ha notificado la enfermedad en 133.317 cerdos.
América registró su primer caso en julio de 2021 en República Dominicana, y poco después la FAO alertó a América Latina y el Caribe del alto riesgo que tenía para el resto de países. Dos meses después de que apareciese en República Dominicana, se detectó en Haití. Desde que apareciese en República Dominicana, y hasta principios de 2023, el país ha comunicado 247 focos que han afectado a 9.841 cerdos domésticos. En el caso de Haití, ha registrado un total de 31 focos que han afectado a 136 cerdos. A principios de febrero de 2023 la enfermedad estaba presente en más de 50 países de los cinco continentes.
Según los datos oficiales, desde el inicio del brote hasta finales de enero de 2023, se detectaron en total 73.287 focos, que afectaron a casi 2 millones de animales, de los cuales 81.487 son jabalíes salvajes y el resto cerdos domésticos. Además, las cifras facilitadas por la OIE y FAO calculan que entre 2007 y 2019 se sacrificaron a consecuencia de la enfermedad 8.611.600 de cerdos, aunque algunas fuentes estiman que solo en China se sacrificaron en 2018 más de 200 millones de cerdos por el brote. La OIE estimó en 2019 que las pérdidas económicas de China ascendían a 141.000 millones de USD. Este impacto ha provocado que haya pasado de ser el mayor productor porcino del mundo, a verse en la necesidad de importar cantidades ingentes de cerdo para abastecer a su población, por lo que en 2023 estaba construyendo una macro granja de 26 pisos de altura en la ciudad de Ezhou, dotada de un equipo tecnológico increíblemente eficiente y en la que se podrán criar 1,2 millones de cerdos anuales, que le permitirá dejar de depender del sector porcino de otros países.
En España, el mayor productor de carne de cerdo de Europa en 2021, no se ha detectado ningún caso, y aunque en 2022 el Ministerio de Agricultura, Pesca y Alimentación redactó una guía de actuación en caso de sospecha de la enfermedad en explotaciones porcinas, y actualizó a principios de 2023 el programa nacional de vigilancia sanitaria porcina, tanto para cerdos domésticos como para jabalíes salvajes, no ha tomado medidas especiales en lo referente a la importación de cerdo europeo. La Coordinadora de Organizaciones de Agricultores y Ganaderos (COAG) y la Unión de Pequeños Agricultores y Ganaderos (UPA) denunciaron en 2022 y 2023 que no se hubiesen tomado mayores medidas considerando el pasado de la enfermedad en el país.

## Vacuna
A raíz del brote de 2007, diferentes países están trabajando para conseguir una vacuna contra la enfermedad. La OIE designó en 2017 al Centro de Investigación en Sanidad Animal (CReSA), dependiente del IRTA (en España) para el desarrollo de una vacuna, y en 2019 el Centro de Vigilancia Sanitaria Veterinaria (CISAVET) de la Universidad Complutense de Madrid publicó los resultados de un ensayo de vacunación. Ese mismo año la Comisión Europea financió el proyecto VACDIVA, coordinado por el profesor José Manuel Sánchez-Vizcaíno, y a finales de año científicos españoles del Centro de Investigación bioGUNE de Bilbao y del Centro de Biología Molecular Severo Ochoa de Madrid consiguieron descifrar la estructura tridimensional del virus. En 2021, el coordinador de VACDIVA reveló que la vacuna europea obtiene niveles de protección del 100% en cerdo doméstico y del 92% en jabalí,.
Otros países que están realizando proyectos para conseguir una vacuna son Estados Unidos, que en 2020 anunció que ya la había desarrollado y que era más efectiva que las anteriores propuestas. China también trabaja en una vacuna desde 2020 a través del Instituto de Investigación Veterinaria de Harbin. Vietnam anunció en 2022 la primera vacuna del mundo contra la PPA, con una inmunidad de seis meses, y un mes más tarde una empresa española de Tenerife comunicó que había creado otra vacuna para la PPA con una tecnología novedosa y única en el mundo, que logra inactivar varios virus. En febrero de 2023, el CSIC de España anunció nuevos avances sobre la vacuna contra el virus. A pesar de todos los avances, a mediados de febrero de 2023 no existe ninguna vacuna en el mercado contra la PPA.